# Tokkyu Shirei Solbrain
Tokkyu Shirei Solbrain (特救指令ソルブレイン, Tokkyū Shirei Soruburein, vertaald als Special Rescue Command Solbrain) is een Japanse tokusatsuserie geproduceerd door Toei Company als onderdeel van de Metal Heroes-serie. De serie is de tweede in de Rescue Heroes-trilogie.
De serie werd van 1991 t/m 1992 uitgezonden en bestond uit 53 afleveringen. De serie werd ook uitgezonden in Brazilië en de Filipijnen, maar in tegenstelling tot de vorige serie (Tokkei Winspector) werd Solbrain niet uitgezonden in Duitsland en Frankrijk.

## Verhaal
Het verhaal van deze serie sluit direct aan op dat van de vorige. De voormalige kapitein van de Winspector opent een nieuwe tak van de politie. Dit politieteam bestaat uit twee mensen en een transformerende robot. Dit team staat bekend als de Special Rescue Command Solbrain.
Net als het Winspector team vecht het Solbrain team tegen alledaagse criminelen en situaties die te moeilijk zijn voor de normale politie.

## Personages

### Solbrain Team
- Daiki Nishio/ SolBraver: Daiki is Ryoma’s opvolger. Hij draagt een blauw pantser. Hij is samen met Reiko een van de twee menselijke leden van het team.

- Reiko Higuchi/ SolJeanne: Reiko is Junko's opvolger. Ze draagt een rood harnas. Haar harnas is tevens voorzien van een zuurstofmasker. Ze krijgt later een relatie met haar teamgenoot Daiki.

- SolDozer: de opvolger van Biker en Walter. SolDozer is een robot die kan veranderen in een reddingsmachine.

### Andere personages
- Jun Masuda: ook een Solbrain teamlid, maar hij draagt geen pantser of speciaal kostuum.
- Shunsuke Masaki: het hoofd van Solbrain, nadat Ryoma en zijn vrienden hem verlieten.
- Kamekichi Togawa: een machine-expert en Nonoyama's opvolger. Hij onderhoudt vooral Dozer.
- Takeshi Yazawa: een piloot van het moederschip SS-1. Hij is Daiki’s meerdere.
- Midori Aikawa: een van de crewleden van het moederschip SS-1.
- Ryouma Kagawa/ Knight Fire: de voormalige leider van het Winspectorteam. Hij is nu een held genaamd Knight Fire. Hij helpt het Solbrain team in afleveringen 21 en 34.
- Cross 8000: Solbrains supercomputer. Madockss opvolger.

## Afleveringen
1. Tokyo sky SOS(東京上空SOS　toukyou joukuu SOS)
2. Explosive ESP sisters(爆襲!エスパー姉妹　bakushuu! Esupaa shimai)
3. Father - angel or monster(父は天使か怪物か　Chichi wa tenshi ka kaibutsu ka)
4. Dream's game software(夢のゲームソフト　Yume no Geemu sofuto)
5. Courage from the mysterious person(怪人のくれた勇気　Kaijin no kureta yuuki)
6. BAKUDAN and story teller(バクダンと落語家　Bakudan to Rakugoka)
7. Reincarnated human machine(人間再生マシーン　Ningen saisei mashiin)
8. The vanishing powered suit(消えた強化スーツ　Kieta kyouka suutsu)
9. Father and daughter's red bond(父と娘の赤い絆　Chichi to ko no akai kizuna)
10. Naive arson team(わしら純情放火団　Washira junjou houkadan)
11. Love and revenge's elegy(愛と復讐の挽歌　Ai to fukushuu no banka)
12. Birth! The new dozer(誕生!新ドーザー　Tanjou! Shin doozaa)
13. Murder playback(殺人プレイバック　Satsujin purei bakku)
14. Love calling bullet(愛を呼ぶ銃弾　Ai wo yobu juudan)
15. Doll is messenger of peace(人形は平和の使者　Ningyou wa heiwa no shisha)
16. Disappearance of mothership S.S.-I(母艦S.S.-I消失　Bokan S.S.-I shoushitsu)
17. Escape in handcuffs(手錠のままの脱走　tejou no mama no dassou)
18. Bicycle running for tomorrow(明日に走る自転車　Ashita ni Hashiru jitensha)
19. Kamekichi and detective girl(亀ちゃんと探偵娘　Kamechan to tantei musume)
20. Strike the handcuffs of tears(涙の手錠を打て　Namida no tejou wo ute)
21. The returning of Reguarding (Part-I)(帰ってきたWSP　Kaette kita Uinsupekutaa)
22. Heartless fire (Part-II)(非情のファイヤー　Hijou no faiyaa)
23. From Ryouma to Daiki(Part-III)(竜馬から大樹へ　Ryouma kara daiki e)
24. Rescue the goshawk(オオタカをすくえ　Ootaka wo sukue)
25. Gigantic mothership response(巨大母艦応答せよ　Kyodai bokan outou seyo)
26. The trap-setting detective(罠をしかけた刑事　Wana wo shikaketa keiji)
27. Story plant's secret(お話し植物の秘密　Ohanashi shokubutsu no himitsu)
28. Hurry! The life of the mothership(急げ!命の母艦　Isoge! inochi no bokan)
29. Mutiny of the children empire(子供帝国の反乱　Kodomo teikoku no hanran)
30. God is painful(神様はつらいよ　Kamisama wa tsuraiyo)
31. Her dream futuristic car(彼女は夢の未来車　Kanojo wa yume no miraisha)
32. Pursuit of the police murderer(警官殺人を追え　Keikan satsujin wo oe)
33. When the hero sheds his tears(勇者が涙を流すとき　Yuusha ga namida wo nagasu toki)
34. New hero to Kyushu! I(新英雄九州へ!I　Nyuu hiiroo Kyuushuu e!　part one)
35. New hero to Kyushu! II(新英雄九州へ!II　Nyuu hiiroo Kyuushuu e!　part two)
36. The kidnapper is the commanding officer!(誘拐犯は隊長!　Yuukaihan wa taichou!)
37. The sad hitman(哀しいヒットマン　Kanashii hittoman)
38. Evil spirit whispers death(死をささやく悪霊　Shi wo sasayaku akuryou)
39. Space alien who delivered the dream(夢を届けた宇宙人　Yume wo todoketa uchuujin)
40. Trap the hero(英雄を罠にかけろ　Eiyuu wo wana ni kakero)
41. Clash! High speed machines(激突!高速マシン　Gekitotsu! Kousoku mashin)
42. Oath of revenge in glove(グラブに誓う復讐　Gurabu ni chikau fukushuu)
43. The woman with two faces(二つの顔を持つ女　Futatsu no kao wo motsu onna)
44. The thief and the old professor(コソ泥と老博士　Kosodoro to rou hakase)
45. Target is the small witness(標的は小さな証人　Hyouteki wa chiisana shounin)
46. The ingenious time machine(瞬間天才製造器　Shunkan tensai seizouki)
47. Digression! The divined investigation team(脱線!占い捜査隊　Dassen! Uranai sousatai)
48. Today without papa again(今日もいないパパ　Kyou mo inai papa)
49. Love her! The bad child(大好き!悪い子 Daisuki! Warui ko)
50. Demonic dog's birth of hope(希望を生んだ魔犬　Kibou wo unda maken)
51. Special rescue - order to breakup(特救・解散命令　Tokkyu - kaisan meirei)
52. Special rescue - order to explode(特救・爆破命令　Tokkyu - bakuha meirei)
53. Until the day we meet again(また逢う日まで　Mata au himade)

## Casts
- Daiki Nishio/ Solbraver - Kouichi Watari
- Reiko Higuchi/ Soljeanne - Mitsue Mori
- Soldozer - Seizo Kato(Voice)
- Shunsuke Masaki - Hiroshi Miyauchi
- Jun Masuda - Hidenori Iura
- Kamekichi Togawa - Mitsuru Onodera
- Ryouma Kagawa/ Knight Fire - Masaru Yamashita
- Takeshi Yazawa - Kaname Kawai
- Midori Aikawa - Mayuko Irie
- Cross 8000(stem)/Ryuichi Takaoka - Masaki Terasoma
- Verteller: Hiroshi Takeda